# Mbomo
Mbomo es una localidad de la República del Congo, constituida administrativamente como un distrito del departamento de Cuvette-Oeste en el noroeste del país.
En 2011, el distrito tenía una población de 7163 habitantes, de los cuales 3634 eran hombres y 3529 eran mujeres.
La localidad se ubica unos 50 km al noroeste de Etoumbi, en el punto final de la carretera P30. La P30 se prolonga en esta localidad en un camino de selva que lleva a la carretera N4 de Gabón, a través de la cual se accede a Makokou. Mbomo es una de las principales localidades de los alrededores del parque nacional Odzala.